# Gmina Mokronog-Trebelno
Mokronog-Trebelno – gmina w Słowenii. W 2002 roku liczyła 2 844 mieszkańców.

## Miejscowości
Miejscowości wchodzące w skład gminy Mokronog-Trebelno:

- Beli Grič
- Bitnja vas
- Bogneča vas
- Brezje pri Trebelnem
- Brezovica pri Trebelnem
- Bruna vas
- Cerovec pri Trebelnem
- Cikava
- Dolenje Laknice
- Dolenje Zabukovje
- Drečji Vrh
- Češnjice pri Trebelnem
- Čilpah
- Čužnja vas
- Gorenja vas pri Mokronogu
- Gorenje Laknice
- Gorenje Zabukovje
- Gorenji Mokronog
- Hrastovica
- Jagodnik
- Jelševec
- Križni Vrh
- Log
- Maline
- Martinja vas pri Mokronogu
- Mirna vas
- Mokronog – siedziba gminy
- Most
- Ornuška vas
- Ostrožnik
- Podturn
- Pugled pri Mokronogu
- Puščava
- Radna vas
- Ribjek
- Roje pri Trebelnem
- Slepšek
- Srednje Laknice
- Sveti Vrh
- Štatenberk
- Trebelno – siedziba gminy
- Velika Strmica
- Vrh pri Trebelnem